# Kalsilite
La kalsilite est une espèce minérale de la famille des silicates, et de formule chimique KAlSiO4. C'est un feldspathoïde, rare sous forme concentrée, mais commun en tant que composant de certaines roches ignées riches en potassium et déficientes en silice. Elle se présente généralement sous forme de grains incolores, d'une taille jusqu'à 0,1 mm, intégrés dans des laves sous-saturées en silice et des roches ignées contenant de la néphéline.  
Découverte dans la zone du cratère de Kamengo, dans le district de Gomba, en Ouganda, elle a été décrite par Bannister et Hey en 1943, validée à postériori par l'IMA qui lui attribue le symbole Kls. Elle est baptisée en fonction de sa composition chimique : potassium (latin, kalium), aluminium et silicium. 
Membre du groupe des feldspathoïdes avec le groupe de la cancrinite (aluminosilicates à la structure complexe), la carnégiéite, la davidsmithite, la leucite, la métaleucite, la néphéline, le groupe de la sodalite (caractérisé par un empilement de type sodalite d’unités constitutives d’aluminosilicates souvent cubiques), la trikalsilite, la trinéphéline et la yoshiokaïte, elle a pour synonymes parakalinéphéline et parakaliophilite.

## Structure et classification
La kalsilite est de structure hexagonale décrite dès 1943, et de classe cristalline 6 2 2. Le groupe d'espace validé P63 2 2, a été précédé de plusieurs versions : P63, P63mc et P31c.
Dans la classification de Strunz recense le minéral dans le groupe des silicates, plus précisément des tectosilicates non-hydratés zéolithique, sans anions non-tétraédriques supplémentaires. Dans la classification de Dana, la kalsilite figure comme tectosilicate de structure Al-Si, feldspathoïdes et espèces apparentées. 

## Chimie et formation
La kalsilite a une masse molaire de 158,16 g/mol. Elle est fortement oxydée — l'oxygène en est l'élément principal — et l'oxyde le plus présent est le dioxyde de silicium (SiO2) à 37,99 %.
| Composition | Composition |
| ----------- | ----------- |
| Potassium   | 24,72 %     |
| Aluminium   | 17,06 %     |
| Silicium    | 17,76 %     |
| Oxygène     | 40,46 %     |

La kalsilite est un polymorphe de la kaliophilite (dimorphe), de la panunzite, et de la trikalsilite.
Plusieurs paragenèses peuvent expliquer l'apparition du minéral.
- Au stade 3a, dans la première croûte hadéenne de la Terre, il y a plus de 4,5 millards d'années, il se forme dans les roches ignées ultramafiques (mode 7).
- Au stade 4b, dans ces mêmes roches ignées hautement évoluées âgées de 3 milliards d'années, dans les roches ignées ultra-alcalines et agpaïtiques (mode 35) ou dans les carbonatites, kimberlites et roches ignées apparentées (mode 36).
- Au début de la tectonique des plaques entre il y a 3,5 et 2,5 milliards (stade 5), lors d'un métamorphisme régional (faciès à schiste vert, à amphibolite et à granulite) au mode 40.
- Ou plus récemment, au stade 10a, lors de l'oxygénation néoprotérozoïque, il y a 360 millions d'années, dans les minéraux pyrométamorphiques (mode 51, voire 54 et 56).

La kalsilite peut être formée par la décomposition de leucite riche en silice dans des roches ultramafiques alcalines à partir d'un dépôt d'émeri au faciès à granulite.
Elle possède une radioactivité, négligeable, provenant de la part de potassium dans sa formule.

## Gîtologie et gisements
D'une manière générale, le minéral est trouvé dans la matrice de certaines laves et tufs riches en potassium et pauvres en silice.
Les gîtes minéraux de roche ignée cristalline à gros grains (« plutonique ») qui accueillent la kalsilite sont les syénites kalsilitiques (assez rares) et les pyroxénites kalsilite-biotite. 
Dans la roche mélilitique à grains fins, on trouve une mélilitite, de type kalsilite-phlogopite (parfois nommée coppaélite), et 2 mélilitites à olivine (kalsilite-leucite-olivine ou katungite, et kalsilite-phlogopite-olivine à leucite ou euktolite). Dans les gîtes de roche ignée cristalline exotique, on la trouve à faible teneur dans la kamafugite, et dans la roche kalsilitique, elle se concentre à plus de 10 %.
La kalsilite est associée dans sa la localité type à la calcite, la diopside, les minéraux de la série fayalite-forstérite et la phlogopite.
La base de données minéralogiques Mindat.org recense 76 gisements sur tous les continents, même l'Antarctique (2), en 2025. La majorité se trouve en Europe (33). En France un seul site est connu : les abords du lac de la Cisba à Lapanouse-de-Sévérac, près de Rodez dans l'Aveyron. 